# Łobżonka (osada)
Łobżonka – osada krajeńska w Polsce położona w województwie wielkopolskim, w powiecie pilskim, w gminie Łobżenica. Miejscowość wchodzi w skład sołectwa Witrogoszcz.
W latach 1975–1998 miejscowość administracyjnie należała do województwa pilskiego.
W okresie międzywojennym w miejscowości stacjonowała placówka Straży Granicznej I linii „Łobżenka”.